# Philip Johnson
Philip Cortelyou Johnson (født 8. juli 1906 i Cleveland, Ohio, død 25. januar 2005 i New Canaan, Connecticut) var en amerikansk arkitekt, der introducerede den europæiske modernisme i USA. 
Johnson blev uddannet i arkitekturhistorie fra Harvard i 1930 og blev arkitekt i 1943. I 1930 grundlagde han afdelingen for arkitektur og design ved Museum of Modern Art i New York City, som han var leder af frem til 1936 og igen 1946-1954. I 1942 etablerede han sin egen tegnestue, der i 1949 stod bag Glass House i New Canaan, der er et af hovedværkerne i amerikansk modernisme. Sammen med Ludwig Mies van der Rohe opførte han Seagram Building i New York i 1958. Han samarbejdede desuden med Richard Foster 1964-1967 og med John Burgee 1967-1987. Johnsons AT&T Building i New York (indviet 1983) regnes for at være et af postmodernismens gennembrudsværker i USA. 
Johnson modtog Pritzker Prize i 1979.
Gennem 45 år dannede han privat par med kunstkritikeren David Whitney. 